# Golofa horizontalis
Golofa horizontalis är en skalbaggsart som beskrevs av Voirin 1984. Golofa horizontalis ingår i släktet Golofa och familjen Dynastidae. Inga underarter finns listade i Catalogue of Life.